# All Star Smash Hits
All Star Smash Hits è una raccolta di successi del gruppo pop rock statunitense Smash Mouth, pubblicato nel 2005 dalla Universal Records. Non tutti i pezzi presenti nella raccolta sono stati pubblicati come singoli.

## Tracce
1. All Star – 3:20
2. Walkin' on the Sun – 3:26
3. Flo – 2:11
4. Beer Goggles – 2:00
5. Why Can't We Be Friends – 4:46
6. Diggin' Your Scene – 3:08
7. Waste – 3:24
8. Then The Morning Comes – 3:01
9. Come On, Come On – 2:32
10. Can't Get Enough Of You Baby – 2:31
11. Every Word Means No – 2:45
12. Better Do It Right – 3:10
13. Do It Again – 3:55
14. Holiday In My Head – 2:40
15. Pacific Coast Party – 2:58
16. I'm a Believer – 3:03
17. Ain't No Mystery – 3:56
18. Hang On – 2:53
19. Always Gets Her Way – 3:13
20. Getting Better – 2:23

## Formazione
- Steve Harwell - voce
- Greg Camp - chitarra
- Paul De Lisle - basso
- Michael Urbano - batteria
- Kevin Coleman - batteria